# Alasdair MacColla
Alasdair MacColla (vers 1610 - 1647) était un militaire irlando-écossais. Son nom complet en gaélique écossais était Alasdair MacColla Ciotach MacDomhnaill, ce qui veut dire : Alasdair, fils de Colla le Gaucher, du clan MacDonald. Il est parfois appelé par erreur Colkitto, surnom qui désigne en fait son père. Il participa aux Guerres des Trois Royaumes plus particulièrement en Écosse, et il mourut à la bataille de Knocknanuss en 1647.
Il était né dans les îles Hébrides extérieures en Écosse au début du XVIIe siècle dans le clan MacDonald. Sa jeunesse se partagea entre l'Irlande gaélique et la partie occidentale gaélique des Highlands d'Écosse, car le clan MacDonald s'étendait sur ces deux contrées. Comme son père, Colla, Alasdair se fit connaître comme soldat, plus particulièrement par son usage de la claymore, épée longue caractéristique des Highlands d'Écosse. Ses jeunes années le virent combattre le clan Campbell, avec lesquels les MacDonald avaient de vieux différends au sujet de terres et de pouvoir. Cette inimitié était encore aggravée par des facteurs religieux : les Campbell étaient Presbytériens, tandis que les MacDonald, au milieu desquels une mission franciscaine s'était installée, étaient Catholiques romains.

## Guerre civile en Écosse et en Irlande
Néanmoins, ce fut le déclenchement des hostilités, connues sous le nom des Guerres des Trois Royaumes, qui donna à MacColla sa renommée. Le clan Donald, qui s'étendait sur le nord-ouest de l'Écosse et le nord-est de l'Irlande, prit le parti des Royalistes et des Confédérés. Leurs ennemis mortels, le clan Campbell, se rangèrent du côté des Covenanters écossais. Au début de la guerre, MacColla dut s'enfuir des Hébrides, qui étaient attaquées par une force militaire réunissant des Covenanters et les Campbell. Colla, son père, fut fait prisonnier par ces derniers. Au déclenchement de la Rébellion irlandaise de 1641, MacColla se trouva à Antrim, sous le commandement de Randal MacDonnell, 1er marquis d'Antrim, chef des Donald irlandais. MacColla, qui était catholique, prit rapidement part aux combats contre les colons protestants. Il fut impliqué dans le massacre de civils protestants, mais il remporta aussi quelques victoires militaires notables. Mais il fut battu et blessé lorsqu'il tenta de s'emparer de Lisburn. Il fut sauvé par le régiment de Manus O'Cahan (en), qui servit avec lui dans la plupart des campagnes suivantes en Écosse. En 1642, les Covenanters débarquèrent une armée en Ulster et en chassèrent les forces catholiques irlandaises.
En 1644, il fut choisi par le Conseil Suprême de la Confédération irlandaise pour mener une expédition en Écosse pour venir en aide aux Royalistes contre les Covenanters. On lui donna le commandement de 1 500–2 000 hommes, venant d'Ulster pour la plupart. Unefois en Écosse, MacColla se joignit aux Royalistes de James Graham, 1er marquis de Montrose. Il parvint aussi à lever des hommes parmi son clan Donald et d'autres clans écossais hostiles aux Campbell. Pendant la guerre civile écossaise qui s'ensuivit, MacDonald et Montrose obtinrent une série de victoires aux batailles de Tippermuir, Aberdeen, Inverlochy, Auldearn, Alford et Kilsyth. MacColla en profita pour piller les terres des Campbell, tuant tous les hommes qu'il put y trouver. Pourtant, lui et Montrose se séparèrent, car pour MacColla la priorité était les Highlands occidentaux d'Écosse, alors que Montrose voulait conserver les Lowlands écossais, puis l'Angleterre, à la cause royaliste. En conséquence, ils furent tous deux battus séparément par les Convenanters en 1646.
MacColla s'est vu attribuer l'invention, pendant les guerres civiles, de la tactique appelée charge des Highlands, où ses hommes couraient sus à l'infanterie ennemie, tiraient une salve à courte distance, puis s'engageaient dans le corps à corps. Ceci s'avéra remarquablement efficace, autant en Irlande qu'en Écosse, à cause du délai nécessaire au rechargement du mousquet, et de la piètre discipline et du mauvais entraînement de la plupart des troupes que ses hommes avaient en face d'eux.
Les hommes de MacColla commirent une série d'atrocités à l'encontre des civils du clan Campbell. Durant ses deux périodes d'occupation d'Argyll, sur le territoire des Campbell, en 1645 et 1647, MacColla fit tuer tous les hommes en âge d'être militaire, qu'ils fussent en armes ou pas. À une occasion tristement célèbre, il fit brûler une grange remplie d'hommes, de femmes et d'enfants du clan Campbell, épisode connu sous le nom de "Grange aux ossements" ("Barn of Bones").

## Défaite et mort
Le père de MacColla, qui était prisonnier des Campbell, fut tué en représailles des atrocités commises par son fils sur le territoire des Campbell. MacColla se retira à Kintyre, puis en Irlande, où il rejoignit les Confédérés en 1647. Ses troupes, composées des irlandais survivants de l'expédition de 1644 et de Highlanders écossais, furent séparées et affectées aux armées de Leinster et de Munster, MacColla faisant partie de cette dernière. Ses hommes furent tués pour la plupart dans la série de défaites des Confédérés, à la bataille de Dungan's Hill dans le comté de Meath, et à la bataille de Knocknanuss dans le comté de Cork. Il fut lui-même tué par les Parlementaires anglais après avoir été fait prisonnier à cette bataille.
Après sa mort, MacColla devint une figure secondaire du folklore d'Irlande et d'Écosse gaéliques. Il est commémoré dans la poésie gaélique écossaise de Iain Lom MacDonald, et en Irlande dans un morceau de musique traditionnelle appelée La marche de MacColla ou Alasdair MacColla, qui date du milieu du XVIIe siècle et qui est encore joué par le groupe Clannad.